# Seleção Monegasca de Voleibol Feminino
A seleção monegasca de voleibol feminino é uma equipe europeia composta pelas melhores jogadoras de voleibol do Principado de Mônaco. A equipe é mantida pela Federação de Voleibol de Mônaco (Fédération Monegasque de Volleyball). A equipe não consta no ranking mundial da FIVB segundo dados de 6 de outubro de 2015.